# Lee Bok-hee
Lee Bok-hee (kor. 이복희 ;ur. 13 grudnia 1978) – południowokoreańska judoczka. Olimpijka z Aten 2004, gdzie odpadła w eliminacjach w wadze półśredniej.
Piąta na mistrzostwach świata w 2003. Srebrna medalistka igrzysk Azji Wschodniej w 2001. Wicemistrzyni Azji w 2003 i 2004. Trzecia na uniwersjadzie w 2001 roku.

## Letnie Igrzyska Olimpijskie 2004
| Konkurencja | Rundy eliminacyjne       | Repasaże              | Klas. końcowa |
| Konkurencja | Przeciwnik I             | Przeciwnik I          | Miejsce       |
| ----------- | ------------------------ | --------------------- | ------------- |
| 63 kg       | Daniela Krukower (ARG) P | Lucie Décosse (FRA) P | 2 runda.      |